# Вохоска, Вацлав
Вацлав Вохоска (чеш. Václav Vochoska; род. 26 июля 1955, Ческе-Будеёвице, Ческе-Будеёвице) — чехословацкий гребец, выступавший за сборную Чехословакии по академической гребле в 1975—1985 годах. Обладатель двух бронзовых медалей летних Олимпийских игр, серебряный и бронзовый призёр чемпионатов мира, победитель первенств национального значения.

## Биография
Вацлав Вохоска родился 26 июля 1955 года в городе Ческе-Будеёвице, Чехословакия.
Заниматься академической греблей начал в возрасте 17 лет во время учёбы на слесаря в Тршебони.
Впервые заявил о себе на международном уровне в сезоне 1975 года, когда вошёл в состав чехословацкой национальной сборной и побывал на чемпионате мира в Ноттингеме, откуда привёз награду серебряного достоинства, выигранную в зачёте парных четвёрок.
Благодаря череде удачных выступлений удостоился права защищать честь страны на летних Олимпийских играх 1976 года в Монреале — в составе четырёхместного экипажа, куда также вошли гребцы Владек Лацина, Зденек Пецка и Ярослав Геллебранд, с первого места преодолел предварительный квалификационный этап, а в решающем финальном заезде финишировал третьим позади экипажей из Восточной Германии и Советского Союза — тем самым завоевал бронзовую олимпийскую медаль.
В 1977 году в парных четвёрках стал серебряным призёром на чемпионате мира в Амстердаме.
В 1978 году в той же дисциплине финишировал четвёртым на чемпионате мира в Карапиро.
На чемпионате мира 1979 года в Бледе добавил в послужной список серебряную награду, выигранную в парных двойках.
Находясь в числе лидеров гребной команды Чехословакии, благополучно прошёл отбор на Олимпийские игры 1980 года в Москве — на сей раз вместе с Зденеком Пецкой выиграл бронзовую медаль в парных двойках, уступив командам из ГДР и Югославии.
После московской Олимпиады Вохоска остался действующим спортсменом и продолжил принимать участие в крупнейших международных регатах. Так, в 1981 году в парных двойках он занял четвёртое место на чемпионате мира в Мюнхене.
В 1982 году в двойках взял бронзу на чемпионате мира в Люцерне.
В 1983 году на чемпионате мира в Дуйсбурге сумел квалифицироваться лишь в утешительный финал В и расположился в итоговом протоколе соревнований на 12-й строке.
Последний раз показал сколько-нибудь значимый результат на международной арене в сезоне 1985 года, когда в парных двойках стал седьмым на чемпионате мира в Хазевинкеле.